# ليونيل برتراند
ليونيل برتراند هو صحفي وسياسي كندي، ولد في 10 مارس 1906 في كندا، وتوفي في 26 مارس 1979 في سان جيروم في كندا. حزبياً، نشط في الحزب الليبرالي الكندي وحزب كيبيك الليبرالي. وقد انتخب عضو الجمعية الوطنية في كيبك ‏.